# Лакі (Луїзіана)
Лакі (англ. Lucky) — селище (англ. village) в США, в окрузі Б'єнвіль штату Луїзіана. Населення — 251 особа (2020).

## Географія
Лакі розташоване за координатами 32°14′39″ пн. ш. 93°0′48″ зх. д. / 32.24417° пн. ш. 93.01333° зх. д. (32.244082, -93.013336).  За даними Бюро перепису населення США в 2010 році селище мало площу 21,21 км², з яких 21,16 км² — суходіл та 0,05 км² — водойми.

## Демографія
Згідно з переписом 2010 року, у селищі мешкали 272 особи в 106 домогосподарствах у складі 73 родин. Густота населення становила 13 осіб/км².  Було 139 помешкань (7/км²).
Расовий склад населення:
| - 66,5 % — чорних або афроамериканців - 32,7 % — білих - 0,4 % — азіатів |

До двох чи більше рас належало 0,4 %. Частка іспаномовних становила 0,0 % від усіх жителів.
За віковим діапазоном населення розподілялося таким чином: 25,4 % — особи молодші 18 років, 58,8 % — особи у віці 18—64 років, 15,8 % — особи у віці 65 років та старші. Медіана віку мешканця становила 42,0 року. На 100 осіб жіночої статі у селищі припадало 100,0 чоловіків;  на 100 жінок у віці від 18 років та старших — 95,2 чоловіків також старших 18 років.
Середній дохід на одне домашнє господарство  становив 37 133 долари США (медіана — 25 625), а середній дохід на одну сім'ю — 43 375 доларів (медіана — 31 875). За межею бідності перебувало 24,6 % осіб, у тому числі 14,5 % дітей у віці до 18 років та 31,9 % осіб у віці 65 років та старших.
Цивільне працевлаштоване населення становило 91 особа. Основні галузі зайнятості: освіта, охорона здоров'я та соціальна допомога — 35,2 %, виробництво — 27,5 %, роздрібна торгівля — 8,8 %, науковці, спеціалісти, менеджери — 6,6 %.